# Gat comú europeu
El gat comú europeu és una raça de gat originària d'Europa. Descendeix del gat salvatge africà (gat salvatge d'Àfrica i de l'Orient Pròxim), que es va estendre per Europa gràcies als romans. És el gat més habitual a les cases, ja que és un perfecte animal de companyia.

## Història
El gat comú europeu va tenir el seu origen fa mil·lennis en espècies felines d'Àfrica i Àsia i es va estendre per Europa des de l'antiga Roma, on es considerava molt bon animal de companyia. Els experts en felins no saben gaire bé qui eren els avantpassats d'aquesta raça, però el pensament més difós és que prové del gat salvatge africà (Felis silvestris lybica), encara que també es creu que l'actual europeu té gens del gat de la jungla (Felis chaus). Té el pèl curt, però els exemplars encreuats amb altres races poden tenir-lo llarg. Tot i que el tipus més habitual és negre tigrat, es caracteritzen per tenir barreja de colors, predominantment blanc i groc o taronja.
És capaç d'adaptar-se a múltiples ambients. És intel·ligent, afectuós i bon caçador. Durant segles, se l'ha utilitzat per a caçar ratolins al voltant de les llars. Sol desconfiar dels estranys, però té bon caràcter amb els seus amos i és fàcil d'educar.

## Característiques
El gat comú europeu és fort, corpulent i robust, però sense arribar a ser rabassut. Té el pit ample i ben desenvolupat, el seu cap és arrodonit i ample pels pòmuls. Les orelles són de mida mitjana, ben separades, rectes i arrodonides a l'extrem, i presenten un musell recte. Els ulls són arrodonits i poden ser: blaus, verds, o grocs, encara que el més comú és el verd. La cua és de longitud mitjana, gruixuda i punxeguda. El pèl és el que més el caracteritza: curt, suau, fi i brillant. És tan curt que gairebé no exigeix raspallat. Aquest tipus de raça és poc propensa a contraure malalties. No obstant això, vivint en interiors, són propensos a adquirir sobrepès, els veterinaris recomanen no alimentar-los en excés, al voltant de 150 g de menjar diari és més que suficient.

## Reconeixement com a raça
El primer intent de registrar el gat europeu com a raça va tenir lloc a Anglaterra durant el Governing Council of the Cat Fancy (GCCF) del 1925, però no va ser fins a l'1 de gener del 1983 quan la Federació Internacional Felina va reconèixer el gat comú europeu com a raça oficial.

## Tipus de pelatge
Segons sigui el seu pelatge i color, es distingeixen entre: 
- Tigrat o romà: amb les típiques ratlles fosques i color marró que distingeixen aquesta raça (vegeu foto de la dreta).
- Jaspiat o tabby: té tres ratlles fosques al llarg de la línia dorsal i en els costats, i una taca en forma de petxina en to ataronjat.
- Monocolor: negre, blanc o vermell són els colors més comuns.
- Bicolor: barreja de dos colors, blanc i negre que també pot ser blau i blanc, vermell i blanc, o crema i blanc.
- Multicolor: generalment barreges de blanc, negre o vermell. Els tricolors (gates calicó) i quadricolors solen ser femelles, i en el cas que hi hagi un mascle així, és molt probable que sigui estèril.

## Caràcter
És un animal intel·ligent, molt bon caçador, independent i audaç. Tot i la seva independència, en un entorn domèstic és molt afectuós i manyac amb el seu cuidador, encara que és tímid i desconfia dels estranys. Aquest gat és molt juganer i actiu, sobretot a les nits pels seus hàbits nocturns, també és molt net, ja que es neteja constantment amb la seva llengua.
Tampoc no requereix gaires cures gràcies al seu robust sistema immunològic, adaptant-se fàcilment a qualsevol tipus d'ambient tant a l'interior com a l'exterior. La seva esperança de vida ronda d'onze a tretze anys.

## Galeria d'imatges

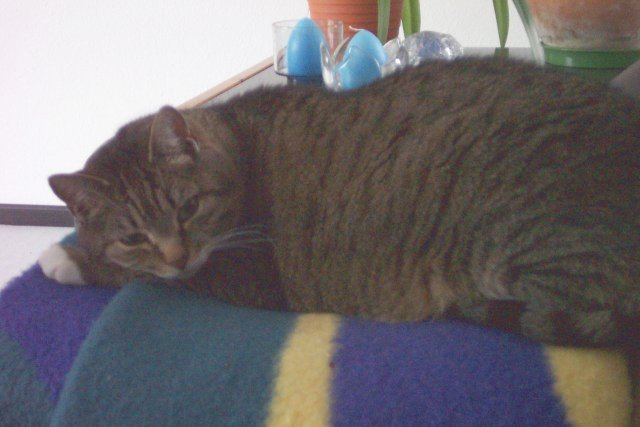
Gat europeu
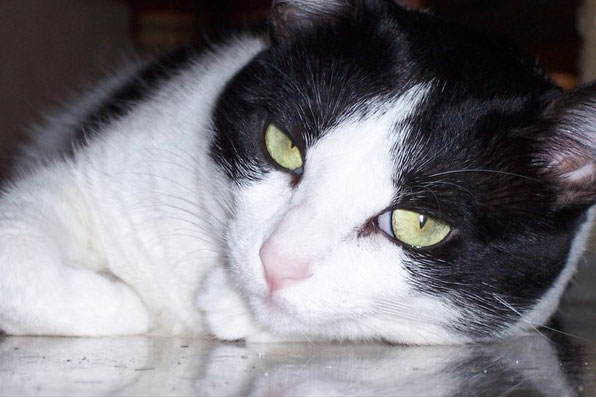
Gata europea bicolor
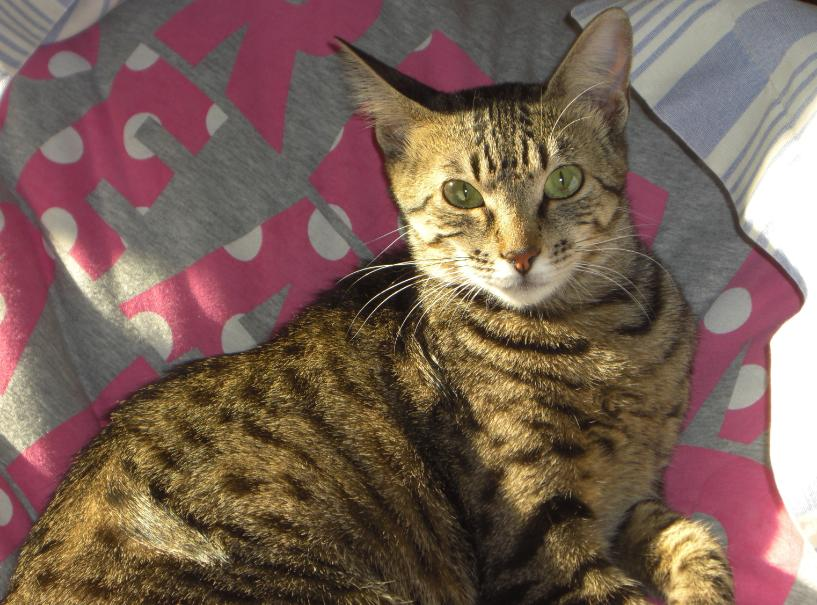
Gata europea tigrada
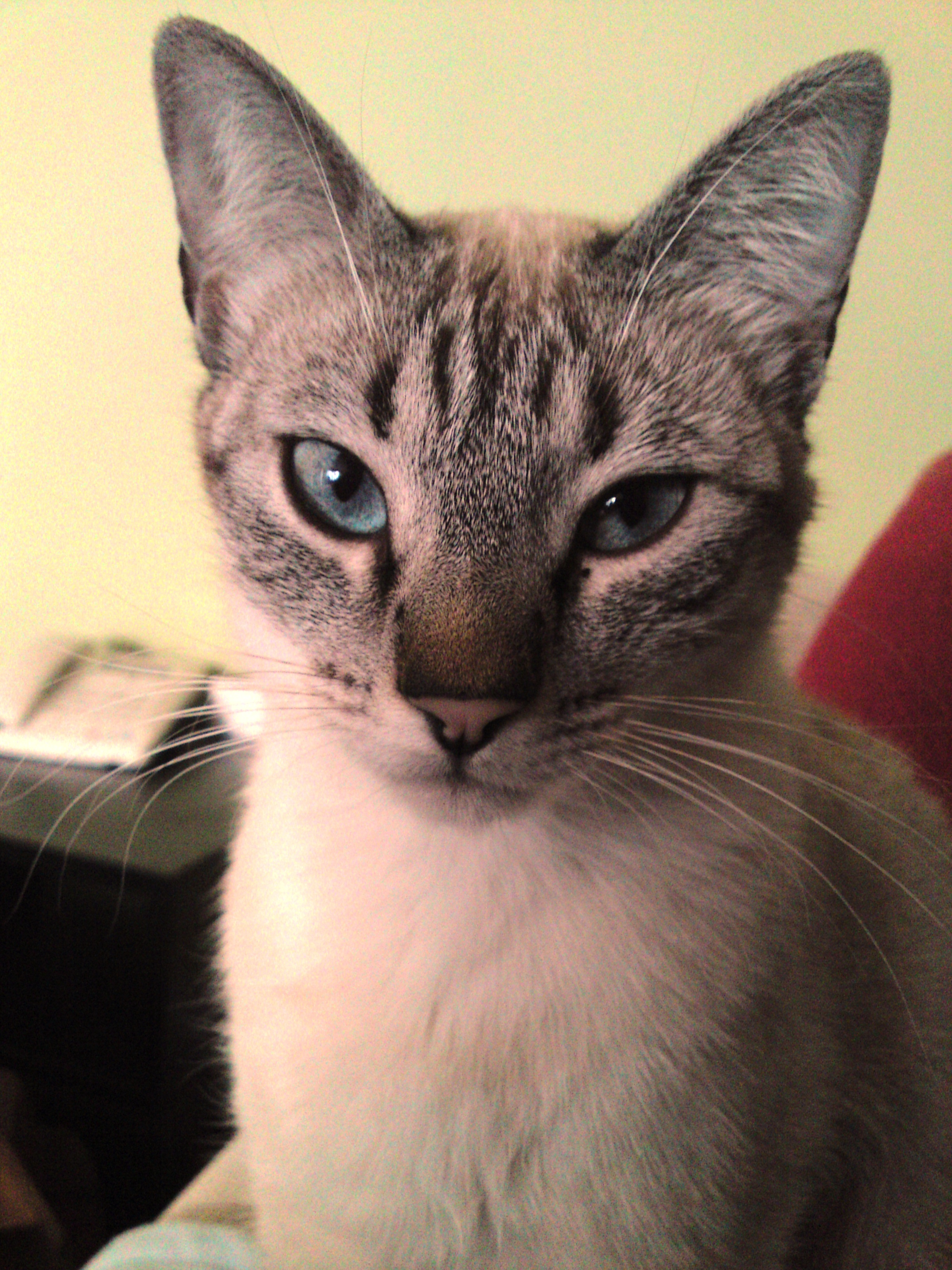
Gata europea amb caràcters mixtos
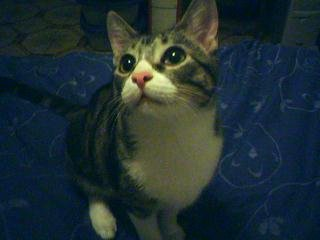
Gat europeu romà
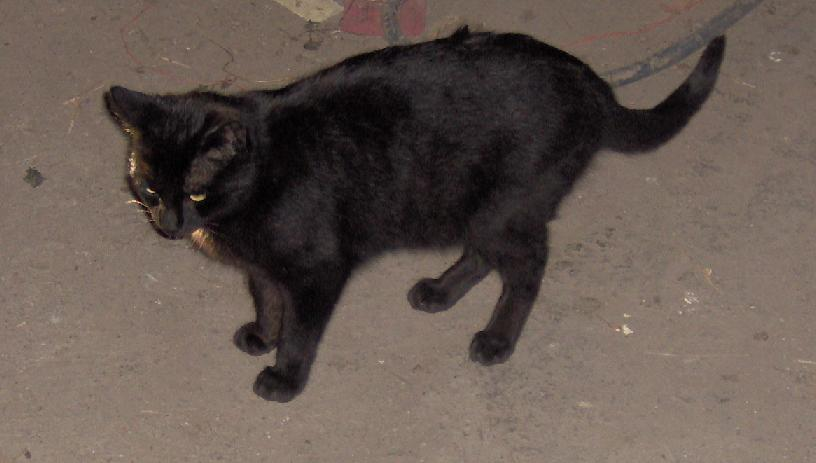
Gat europeu monocolor